# FK Kryvbas Kryvyj Rih
FC Kryvbas Kryvyj Rih (ukrainska: ФК «Кривбас» Кривий Ріг ryska:ФК «Кривбасс» Кривой Рог ) var en ukrainsk fotbollsklubb från Kryvyj Rih. Klubben hade sedan 1992/1993 spelat i ukrainska ligan men gick i konkurs i juni 2013. 
Kryvbas bästa placering i ligan är två tredjeplatser: 1998/1999 och 1999/2000. Det blev också en finalförlust mot FC Dynamo Kiev (0-1) i ukrainska cupen 2000. Dessa resultat gav en plats i UEFA-cupen 1999/2000 och 2000/2001. Första säsongen vann Kryvbas i kvalet mot FK Shamkir från Azerbajdzjan med 3-0 och 2-0, men blev utslaget av italienska Parma FC i första rundan efter två förluster 2-3 och 0-3. Året efter gick klubben direkt till huvudturneringens första runda, men blev utslaget av franska FC Nantes efter 0-1 och 0-5.  